# بارچینی
چیدن بهینه و ایمن بار در انبار کشتی را بارچینی می‌گویند.
شرکت ترابری یا مالک کشتی برای اعلام پذیرش و اجازه بارچینی کالایی خاص برگه‌ای صادر می‌کند که «پذیرش‌نامه بارچینی» نام دارد.
فرستنده یا نمایندهٔ بار معمولاً دستورالعملی برای شیوه بارچینی برخی کالاها به کارگران بارچین ارائه می‌کند. پس از انجام بارچینی، یک بازرس معتبر مدرکی را به ناخدا و فرمانده کشتی می‌دهد که مؤید بارچینی درست و مطمئن کالا است؛ این مدرک «گواهینامه بارچینی» نام دارد.
به نقشه‌ای که محل استقرار بار در انبارها و بخش‌های دیگر کشتی را نشان می‌دهد «نقشه بارچینی» گفته می‌شود. نسبت فضایی که کالا نسبت به وزن‌اش اشغال می‌کند را ضریب بارچینی می‌گویند.